# Sophia (robot)

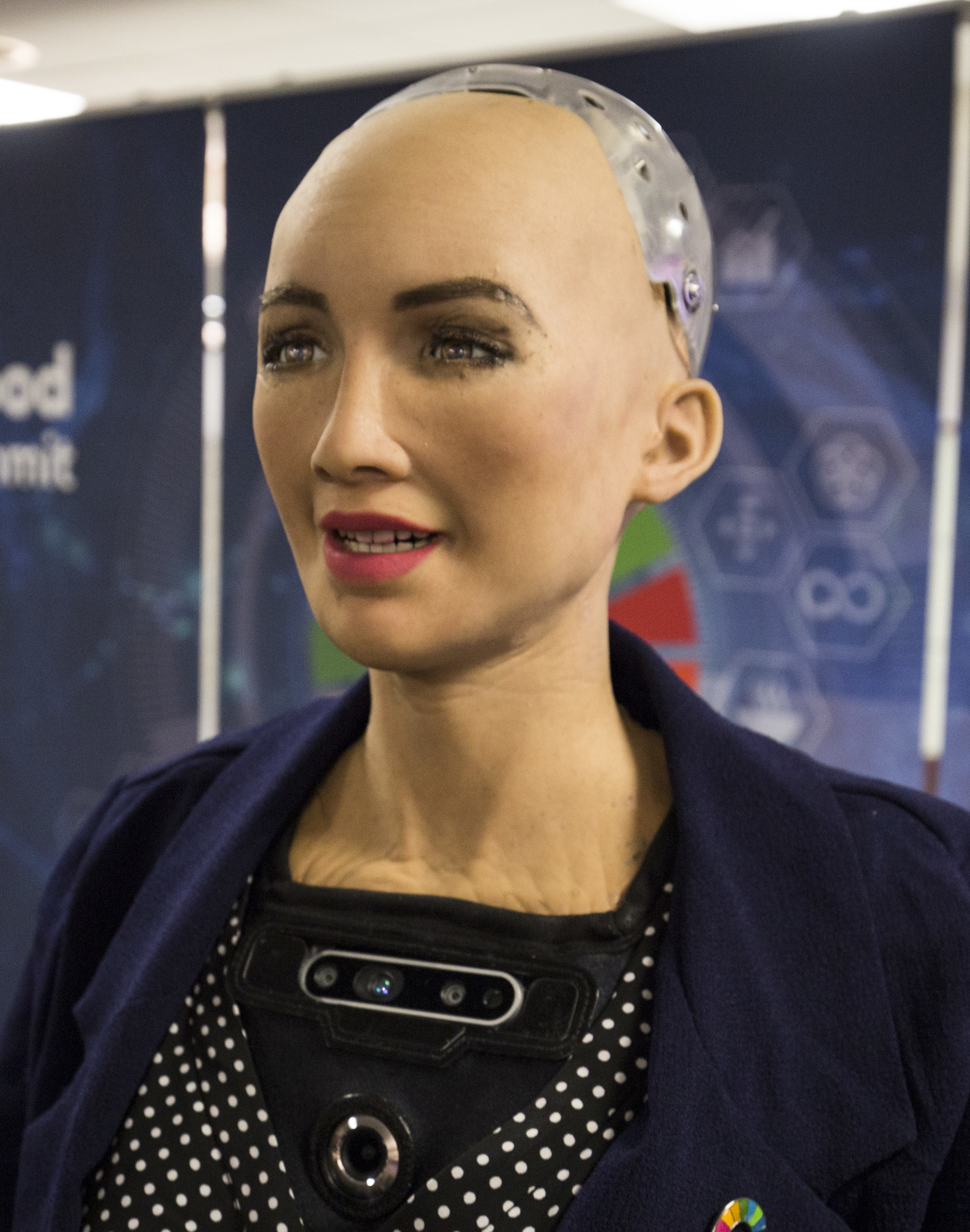
Sophia tijdens een internationale tentoonstelling in Genève (2018).

Sophia is een humanoïde robot die is ontwikkeld door het bedrijf Hanson Robotics uit Hongkong. Sophia werd geactiveerd op 14 februari 2016 en is gemodelleerd naar de Egypische koningin Nefertiti, Audrey Hepburn, en de vrouw van de uitvinder.

## Beschrijving
Sophia is de meest bekende robot van het bedrijf vanwege haar bijzonder menselijke uiterlijk en gedrag in vergelijking met eerdere robotvarianten. Volgens de fabrikant heeft Sophia kunstmatige intelligentie, het vermogen om visuele gegevens te verwerken en gezichtsherkenning. De robot imiteert menselijke gebaren en ongeveer 60 gezichtsuitdrukkingen, en kan bepaalde vragen beantwoorden en eenvoudige gesprekken voeren over vooraf gedefinieerde onderwerpen (zoals het weer). Ook kan Sophia oogcontact maken met omstanders door het analyseren van invoer via de ingebouwde camera's.
In 2018 beschikte Sophia over scripting software, een chatsysteem en OpenCog, een KI-systeem voor algemeen redeneren. Sophia gebruikt de spraakherkenning van Alphabet Inc. (het moederbedrijf van Google).
De humanoïde robot verscheen in wereldwijde publicaties en nam deel in meerdere spraakmakende interviews. Sophia kreeg in oktober 2017 het Saoedi-Arabische staatsburgerschap en werd de eerste robot die het staatsburgerschap van een land ontving.

## Kritiek
Meerdere experts op het gebied van KI gaven aan dat de presentatie van Sophia en de capaciteiten op het gebied van zelfbewustzijn werd overdreven. Door het Amerikaanse zakenblad Quartz werd Sophia omschreven als een chatbot met een gezicht.
Ook het toegekende staatsburgerschap was onderwerp van kritiek, vooral vanwege de moeilijkheid voor mensen om het staatsburgerschap in dat land te krijgen, ondanks dat ze er jarenlang wonen en werken.